# George Chichester, III marchese di Donegall
George Hamilton Chichester, III marchese di Donegall (Londra, 10 febbraio 1797 – Brighton, 20 ottobre 1883), è stato un politico irlandese.

## Biografia
Era il figlio maggiore del visconte Chichester (che divenne marchese di Donegall nel 1799), e di sua moglie Anne May, figlia di sir Edward May. Studiò a Eton e Christ Church, prima di servire per un periodo come capitano del 11th Hussars. 
Ebbe il titolo di cortesia di "visconte Chichester", dalla nascita fino al 1799 e d "conte di Belfast" (1799-1844).

## Carriera politica
Nel 1818 fu eletto alla Camera dei comuni come rappresentante per Carrickfergus, e due anni più tardi per Belfast. Nel luglio 1830 divenne membro del consiglio privato e fu nominato viceciambellano durante il governo Wellington. Nel mese di agosto ritornò al Parlamento come rappresentante per Antrim. Fu ancora viceciambellano durante il governo di Lord Grey nel novembre 1830 e rimase in carica fino al 1834, negli ultimi mesi durante il governo di lord Melbourne. Nel 1837 ritornò a rappresentare Belfast nel Parlamento per Belfast. Nel 1838 riebbe la carica di viceciambellano fino al 1841. 
Divenne pari del Regno Unito nel suo pieno diritto, come "barone Ennishowen" e di "Carrickfergus" e sedette nella Camera dei lord per tre anni sotto questo titolo prima di succedere al padre nel marchesato nel 1844.
Nel 1848 ritornò al governo come capitano del Yeomen of the Guard. Fu inoltre stato anche lord luogotenente di Antrim (1841-1883).

## Matrimoni
Sposò in prime nozze l'8 dicembre 1822, lady Harriet Butler (?-14 settembre 1860), figlia di Richard Butler, I conte di Glengall. Ebbero tre figli:
- Lady Harriet Augusta Anna Seymourina Chichester (?-14 aprile 1898), che sposò Anthony Ashley-Cooper, VIII conte di Shaftesbury, dal quale ebbe sei figli;
- George Augustus Chichester, visconte Chichester (26 maggio 1826-18 giugno 1827);
- Frederick Richard Chichester, conte di Belfast (25 novembre 1827-11 febbraio 1853).

Sposò in seconde nozze il 26 febbraio 1862, Harriett Graham (?-6 marzo 1884), figlia di sir Reginald Graham. Non ebbero figli.

## Morte
Morì il 20 ottobre 1883, a Brighton e fu sepolto a Belfast.

## Ascendenza
|                                             |                            |                                    | Genitori                             |  |  | Nonni |  |  | Bisnonni             |  |  | Trisnonni                                |  |
|                                             |                            |                                    |                                      |  |  |       |  |  | lord John Chichester |  |  | Arthur Chichester, III conte di Donegall |  |
|                                             |                            |                                    |                                      |  |  |       |  |  | lord John Chichester |  |  | Arthur Chichester, III conte di Donegall |  |
|                                             |                            | lady Catherine Forbes              |                                      |  |  |       |  |  | lord John Chichester |  |  |                                          |  |
| Arthur Chichester, I marchese di Donegall   |                            |                                    |                                      |  |  |       |  |  | lord John Chichester |  |  |                                          |  |
|                                             |                            | Elizabeth Newdigate                | sir Richard Newdigate, III baronetto |  |  |       |  |  |                      |  |  |                                          |  |
|                                             |                            | Elizabeth Newdigate                | sir Richard Newdigate, III baronetto |  |  |       |  |  |                      |  |  |                                          |  |
|                                             |                            | Elizabeth Newdigate                | Elizabeth Twisden                    |  |  |       |  |  |                      |  |  |                                          |  |
| George Chichester, II marchese di Donegall  |                            | Elizabeth Newdigate                |                                      |  |  |       |  |  |                      |  |  |                                          |  |
|                                             |                            | James Hamilton, V duca di Hamilton | James Hamilton, IV duca di Hamilton  |  |  |       |  |  |                      |  |  |                                          |  |
|                                             |                            | James Hamilton, V duca di Hamilton | James Hamilton, IV duca di Hamilton  |  |  |       |  |  |                      |  |  |                                          |  |
|                                             |                            | James Hamilton, V duca di Hamilton | hon. Elizabeth Gerard                |  |  |       |  |  |                      |  |  |                                          |  |
| lady Anne Hamilton                          |                            | James Hamilton, V duca di Hamilton |                                      |  |  |       |  |  |                      |  |  |                                          |  |
|                                             |                            | Anne Spencer                       | Edward Spencer                       |  |  |       |  |  |                      |  |  |                                          |  |
|                                             |                            | Anne Spencer                       | Edward Spencer                       |  |  |       |  |  |                      |  |  |                                          |  |
|                                             |                            | Anne Spencer                       | Anne Baker                           |  |  |       |  |  |                      |  |  |                                          |  |
| George Chichester, III marchese di Donegall |                            | Anne Spencer                       |                                      |  |  |       |  |  |                      |  |  |                                          |  |
|                                             | sir James May, I baronetto | James May                          |                                      |  |  |       |  |  |                      |  |  |                                          |  |
|                                             | sir James May, I baronetto | James May                          |                                      |  |  |       |  |  |                      |  |  |                                          |  |
|                                             | sir James May, I baronetto | Letitia Ponsonby                   |                                      |  |  |       |  |  |                      |  |  |                                          |  |
| sir Edward May, II baronetto                | sir James May, I baronetto |                                    |                                      |  |  |       |  |  |                      |  |  |                                          |  |
|                                             |                            | Anne Moore                         | Thomas Moore                         |  |  |       |  |  |                      |  |  |                                          |  |
|                                             |                            | Anne Moore                         | Thomas Moore                         |  |  |       |  |  |                      |  |  |                                          |  |
|                                             |                            | Anne Moore                         | Mary King                            |  |  |       |  |  |                      |  |  |                                          |  |
| Anna May                                    |                            | Anne Moore                         |                                      |  |  |       |  |  |                      |  |  |                                          |  |
|                                             |                            | Francis Lumley                     | …                                    |  |  |       |  |  |                      |  |  |                                          |  |
|                                             |                            | Francis Lumley                     | …                                    |  |  |       |  |  |                      |  |  |                                          |  |
|                                             |                            | Francis Lumley                     | …                                    |  |  |       |  |  |                      |  |  |                                          |  |
| Elizabeth Lumley                            |                            | Francis Lumley                     |                                      |  |  |       |  |  |                      |  |  |                                          |  |
|                                             |                            | Catherine Izod                     | …                                    |  |  |       |  |  |                      |  |  |                                          |  |
|                                             |                            | Catherine Izod                     | …                                    |  |  |       |  |  |                      |  |  |                                          |  |
|                                             |                            | Catherine Izod                     | …                                    |  |  |       |  |  |                      |  |  |                                          |  |
|                                             |                            | Catherine Izod                     |                                      |  |  |       |  |  |                      |  |  |                                          |  |